# Syðradalur, Kalsoy

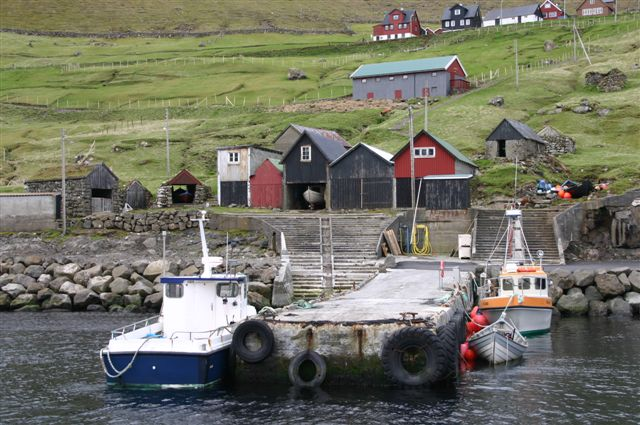
Cheiul

Syðradalur este o localitate din Insulele Faroe.